# Tiro ai Giochi della XVIII Olimpiade
Le competizioni di tiro ai Giochi della XVIII Olimpiade si sono svolte nei giorni dal 15 al 20 ottobre 1964.
Le gare di tiro a segno si sono disputate nel poligono di Asaka mentre la gara di tiro a volo si è disputata al poligono di Tokorozawa.
Come a Roma 1960 si sono disputate sei gare.

## Podi
| Evento                                      | Oro              | Perform. | Argento            | Perform. | Bronzo              | Perform. |
| Tiro a segno                                |                  |          |                    |          |                     |          |
| Pistola 25 metri (dettagli)                 | Pentti Linnosvuo | 592      | Ion Tripșa         | 591      | Lubomír Nácovský    | 590      |
| Pistola 50 metri (dettagli)                 | Vaino Markkanen  | 560      | Franklin Green     | 557      | Yoshihisa Yoshikawa | 554      |
| Carabina 50 metri a terra (dettagli)        | Laszlo Hammerl   | 597      | Lones Wigger       | 597      | Tommy Pool          | 596      |
| Carabina 50 metri tre posizioni (dettagli)  | Lones Wigger     | 1164     | Velichko Velichkov | 1152     | Laszlo Hammerl      | 1151     |
| Carabina 300 metri tre posizioni (dettagli) | Gary Anderson    | 1153     | Shota Kveliashvili | 1144     | Martin Gunnarsson   | 1136     |
| Tiro a volo                                 |                  |          |                    |          |                     |          |
| Fossa olimpica (dettagli)                   | Ennio Mattarelli | 198      | Pavel Senichev     | 194/25   | William Morris      | 194/24   |

## Medagliere
| Posizione | Paese            |   |   |   | Totale |
| --------- | ---------------- | - | - | - | ------ |
| 1         | Stati Uniti      | 2 | 2 | 3 | 7      |
| 2         | Finlandia        | 2 | 0 | 0 | 2      |
| 3         | Ungheria         | 1 | 0 | 1 | 2      |
| 4         | Italia           | 1 | 0 | 0 | 1      |
| 5         | Unione Sovietica | 0 | 2 | 0 | 2      |
| 6         | Bulgaria         | 0 | 1 | 0 | 1      |
| 6         | Romania          | 0 | 1 | 0 | 1      |
| 8         | Giappone         | 0 | 0 | 1 | 1      |
| 8         | Cecoslovacchia   | 0 | 0 | 1 | 1      |
| Totale    | Totale           | 6 | 6 | 6 | 18     |